# S Ursae Minoris
S Ursae Minoris är en pulserande variabel av Mira Ceti-typ i stjärnbilden Lilla björnen. 
Stjärnan har magnitud +7,5 och når i förmörkelsefasen ner till under +13,2 med en period på 331 dygn. 